# 2012 Guo Shou-Jing
2012 Guo Shou-Jing este un asteroid din centura principală, descoperit pe 9 octombrie 1964 de Observatorul Zijinshan.